# Wally Westmore

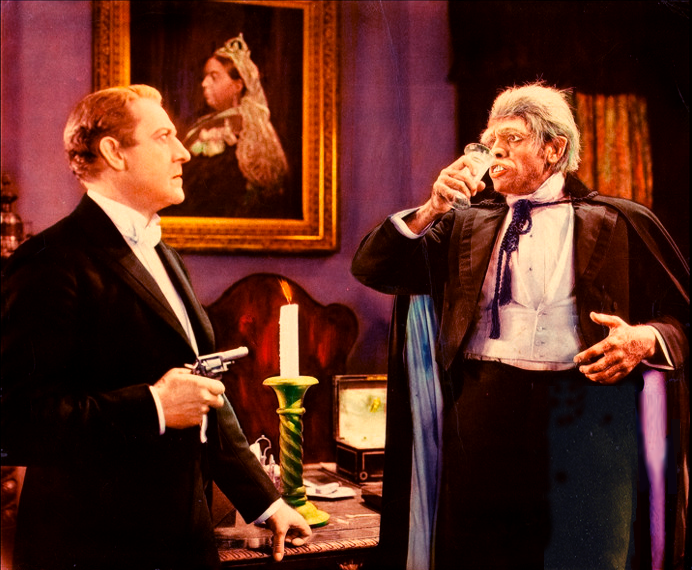
Wally Westmore creó el maquillaje que transformó a Fredric March del apuesto doctor Jekyll a un simiesco Señor Hyde.

Walter 'Wally' James Westmore (13 de febrero de 1906 – 3 de julio de 1973) fue un artista del maquillaje en películas de Hollywood.
Westmore era el cuarto de seis hermanos; todos también maquilladores cinematográficos notables. Eran Monte, Perc, Ern, Bud y Frank.
La carrera de Wally Westmore empezó con la exitosa Dr. Jekyll y Mr. Hyde (1931) en que la transformación de Fredric March de Jekyll a Hyde fue considerada innovadora en el campo del maquillaje cinematográfico. Como se trataba de un retroceso a los instintos más primarios, Wally esculpió un rostro de aspecto simiesco y grandes caninos, para plasmar la involución del personaje.
Finalmente llegaría a trabajar en más de 300 películas hasta su retiro en 1969, mayoritariamente para Paramount, de quien fue jefe de su departamento de maquillaje.
Junto con sus hermanos también dirigió dos negocios en Hollywood, el salón de belleza House of Westmore Salon y su línea asociada de productos de belleza House of Westmore Cosmetics.

## Filmografía
Algunas de sus películas más notables incluyen:
- Dr. Jekyll y Mr. Hyde (1931)
- La isla de las almas perdidas (1932)
- Polícia montada del Canadá (1940)
- Las tres noches de Eva (1941)
- Los viajes de Sullivan (1941)
- Me casé con una bruja (1942)
- Holiday Inn (1942)
- Carretera a Marruecos (1942)
- Cinco tumbas al Cairo (1943)
- Por quien doblan las campanas (1943)
- Going My Way (1944)
- Double Indemnity (1944)
- Kitty (1945)
- El extraño amor de Martha Ivers (1946)
- Cielos azules (1946)
- California (1947)
- Mi morena favorita (1947)
- The Perils of Pauline  (1947)
- Furia del desierto (1947)
- Los inconquistables (1947)
- Carretera a Rio (1947)
- The Big Clock (1948)
- El Vals del Emperador (1948)
- A Foreign Affair (1948)
- Sorry, Wrong Number (1948)
- Whispering Smith (1948)
- The Paleface (1948)
- Un yanqui en la corte del rey Arturo (1949)
- Streets of Laredo  (1949)
- La heredera (1949)
- Sorrowful Jones (1949)
- Sansón y Dalila (1949)
- The File of Thelma Jordon (1950)
- El crepúsculo de los dioses (1950)
- Union Station (1950)
- Un lugar en el sol (1951)
- Here Comes the Groom (1951)
- Red Mountain (1952)
- My Favorite Spy (1951)
- El mayor espectáculo del mundo (1952)
- Denver y Rio Grande (1952)
- Carrie  (1952)
- Son of Paleface (1952)
- Just for You (1952)
- Camino a Bali (1952)
- Come Back, Litle Sheba (1952)
- La Guerra de los Mundos (1953)
- Shane (1953)
- Stalag 17 (1953)
- Arrowhead (1953)
- ¡Qué par de golfantes! (1953)
- Vacaciones en Roma (1953)
- Red Garters (1954)
- Cuando ruge la marabunta (1954)
- La senda de los elefantes (1954)
- La ventana indiscreta (1954)
- Sabrina (1954)
- Atrapa a un ladrón (1955)
- Pero... ¿quién mató a Harry? (1955)
- La rosa tatuada (1955)
- El hombre que sabía demasiado (1956)
- The Proud and Profane (1956)
- Los Diez Mandamientos (1956)
- The Rainmaker (1956)
- Funny Face (1957)
- Duelo de titanes (1957)
- Loving You (1957)
- Cazador de forajidos (1957)
- Desire Under the Elms (1958)
- Teacher's Pet (1958)
- Vértigo (1958)
- King Creole (1958)
- The Space Children (1958)[1]
- The Five Pennies (1959)
- That Kind of Woman (1959)
- Career (1959)
- Li'l Abner (1959)
- Visit to a Small Planet (1960)
- One-Eyed Jacks El rostro inpenetrable (1961)
- The Ladies' Man' (1961)
- Breakfast at Tiffany's (1961)
- Summer and Smoke (1961)
- El hombre que mató a Liberty Valance (1962)
- Hud (1963)
- Amores con un extraño (1963)
- Descalzos por el parque (1967)
- La extraña pareja (1968)